# Tour de Romandie 2015
La 69e édition du Tour de Romandie a eu lieu du 28 avril au 3 mai 2015. C'est la quatorzième épreuve épreuve de l'UCI World Tour 2015.
Elle est remportée par le Russe Ilnur Zakarin (Katusha) qui devance respectivement son coéquipier le Slovène Simon Špilak et le Britannique Christopher Froome (Sky), vainqueur du contre-la-montre par équipes de la première étape, de dix-sept et trente-cinq secondes.
Le Russe Maxim Belkov (Katusha) remporte le classement de la montagne et celui des sprints tandis que le Français Thibaut Pinot (FDJ), lauréat de la cinquième étape, termine meilleur jeune et que la formation russe Katusha finit meilleure équipe.

## Présentation

### Parcours
La course démarre au Sentier pour terminer à Lausanne. Les autres arrivées d'étape sont Fribourg, Saint-Imier, Porrentruy et Champex-Lac.

### Équipes
Dix-huit équipes participent à ce Tour de Romandie - dix-sept WorldTeams et une équipe continentale professionnelle :
| UCI WorldTeams      | UCI WorldTeams | UCI WorldTeams |
| Nom de l'équipe     | Pays           | Code           |
| ------------------- | -------------- | -------------- |
| AG2R La Mondiale    | France         | ALM            |
| Astana              | Kazakhstan     | AST            |
| BMC Racing          | États-Unis     | BMC            |
| Cannondale-Garmin   | États-Unis     | TCG            |
| Etixx-Quick Step    | Belgique       | EQS            |
| FDJ                 | France         | FDJ            |
| Giant-Alpecin       | Allemagne      | TGA            |
| IAM                 | Suisse         | IAM            |
| Katusha             | Russie         | KAT            |
| Lampre-Merida       | Italie         | LAM            |
| Lotto NL-Jumbo      | Pays-Bas       | TLJ            |
| Lotto-Soudal        | Belgique       | LTS            |
| Movistar            | Espagne        | MOV            |
| Orica-GreenEDGE     | Australie      | OGE            |
| Sky                 | Royaume-Uni    | SKY            |
| Tinkoff-Saxo        | Russie         | TCS            |
| Trek Factory Racing | États-Unis     | TFR            |

| Équipe continentale professionnelle | Équipe continentale professionnelle | Équipe continentale professionnelle |
| Nom de l'équipe                     | Pays                                | Code                                |
| ----------------------------------- | ----------------------------------- | ----------------------------------- |
| Europcar                            | France                              | EUC                                 |

## Étapes
| Étape     | Date     | Villes étapes            |                              | Distance (km) | Vainqueur d’étape | Leader du classement général |
| --------- | -------- | ------------------------ | ---------------------------- | ------------- | ----------------- | ---------------------------- |
| 1re étape | 28 avril | Le Sentier - Juraparc    | Contre-la-montre par équipes | 19,2          | Sky               | Geraint Thomas               |
| 2e étape  | 29 avril | Apples - Saint-Imier     | Étape vallonnée              | 168,1         | Michael Albasini  | Michael Albasini             |
| 3e étape  | 30 avril | Moutier - Porrentruy     | Étape de moyenne montagne    | 172,5         | Michael Albasini  | Michael Albasini             |
| 4e étape  | 1er mai  | La Neuveville - Fribourg | Étape vallonnée              | 169,8         | Stefan Küng       | Michael Albasini             |
| 5e étape  | 2 mai    | Fribourg - Champex-Lac   | Étape de montagne            | 162,7         | Thibaut Pinot     | Ilnur Zakarin                |
| 6e étape  | 3 mai    | Lausanne - Lausanne      | Contre-la-montre individuel  | 17,3          | Tony Martin       | Ilnur Zakarin                |

## Déroulement de la course

### 1reétape
| Classement de l'étape | Classement de l'étape | Classement de l'étape | Classement de l'étape |
|                       | Équipe                | Pays                  | Temps                 |
| --------------------- | --------------------- | --------------------- | --------------------- |
| 1re                   | Sky                   | Royaume-Uni           | en 21 min 19 s        |
| 2e                    | Orica-GreenEDGE       | Australie             | + 0 s                 |
| 3e                    | Katusha               | Russie                | + 5 s                 |
| 4e                    | Etixx-Quick Step      | Belgique              | + 14 s                |
| 5e                    | Astana                | Kazakhstan            | + 17 s                |
| 6e                    | BMC Racing            | États-Unis            | + 19 s                |
| 7e                    | FDJ                   | France                | + 22 s                |
| 8e                    | IAM                   | Suisse                | + 24 s                |
| 9e                    | Cannondale-Garmin     | États-Unis            | + 40 s                |
| 10e                   | Movistar              | Espagne               | + 40 s                |
| modifier              |                       |                       |                       |

| Classement général | Classement général | Classement général | Classement général | Classement général |
|                    | Coureur            | Pays               | Équipe             | Temps              |
| ------------------ | ------------------ | ------------------ | ------------------ | ------------------ |
| 1er                | Geraint Thomas     | Royaume-Uni        | Sky                | en 21 min 19 s     |
| 2e                 | Elia Viviani       | Italie             | Sky                | + 0 s              |
| 3e                 | Ian Stannard       | Royaume-Uni        | Sky                | + 0 s              |
| 4e                 | Luke Rowe          | Royaume-Uni        | Sky                | + 0 s              |
| 5e                 | Christopher Froome | Royaume-Uni        | Sky                | + 0 s              |
| 6e                 | Peter Kennaugh     | Royaume-Uni        | Sky                | + 0 s              |
| 7e                 | Michael Albasini   | Suisse             | Orica-GreenEDGE    | + 0 s              |
| 8e                 | Simon Gerrans      | Australie          | Orica-GreenEDGE    | + 0 s              |
| 9e                 | Svein Tuft         | Canada             | Orica-GreenEDGE    | + 0 s              |
| 10e                | Ivan Santaromita   | Italie             | Orica-GreenEDGE    | + 0 s              |
| modifier           |                    |                    |                    |                    |

### 2eétape
| Classement de l'étape | Classement de l'étape | Classement de l'étape | Classement de l'étape | Classement de l'étape |
|                       | Coureur               | Pays                  | Équipe                | Temps                 |
| --------------------- | --------------------- | --------------------- | --------------------- | --------------------- |
| 1er                   | Michael Albasini      | Suisse                | Orica-GreenEDGE       | en 4 h 21 min 43 s    |
| 2e                    | Jarlinson Pantano     | Colombie              | IAM                   | m.t                   |
| 3e                    | Julian Alaphilippe    | France                | Etixx-Quick Step      | m.t                   |
| 4e                    | Nathan Haas           | Australie             | Cannondale-Garmin     | m.t                   |
| 5e                    | Rui Costa             | Portugal              | Lampre-Merida         | m.t                   |
| 6e                    | Damiano Caruso        | Italie                | BMC Racing            | m.t                   |
| 7e                    | Ilnur Zakarin         | Russie                | Katusha               | m.t                   |
| 8e                    | Ivan Santaromita      | Italie                | Orica-GreenEDGE       | m.t                   |
| 9e                    | Jan Bakelants         | Belgique              | AG2R La Mondiale      | m.t                   |
| 10e                   | Ramūnas Navardauskas  | Lituanie              | Cannondale-Garmin     | m.t                   |
| modifier              |                       |                       |                       |                       |

| Classement général | Classement général | Classement général | Classement général | Classement général |
|                    | Coureur            | Pays               | Équipe             | Temps              |
| ------------------ | ------------------ | ------------------ | ------------------ | ------------------ |
| 1er                | Michael Albasini   | Suisse             | Orica-GreenEDGE    | en 4 h 42 min 52 s |
| 2e                 | Ivan Santaromita   | Italie             | Orica-GreenEDGE    | + 10 s             |
| 3e                 | Christopher Froome | Royaume-Uni        | Sky                | + 10 s             |
| 4e                 | Simon Yates        | Royaume-Uni        | Orica-GreenEDGE    | + 10 s             |
| 5e                 | Ilnur Zakarin      | Russie             | Katusha            | + 15 s             |
| 6e                 | Pavel Kochetkov    | Russie             | Katusha            | + 15 s             |
| 7e                 | Egor Silin         | Russie             | Katusha            | + 15 s             |
| 8e                 | Yury Trofimov      | Russie             | Katusha            | + 15 s             |
| 9e                 | Simon Špilak       | Slovénie           | Katusha            | + 15 s             |
| 10e                | Julian Alaphilippe | France             | Etixx-Quick Step   | + 20 s             |
| modifier           |                    |                    |                    |                    |

### 3eétape
| Classement de l'étape | Classement de l'étape | Classement de l'étape | Classement de l'étape | Classement de l'étape |
|                       | Coureur               | Pays                  | Équipe                | Temps                 |
| --------------------- | --------------------- | --------------------- | --------------------- | --------------------- |
| 1er                   | Michael Albasini      | Suisse                | Orica-GreenEDGE       | en 4 h 14 min 56 s    |
| 2e                    | Julian Alaphilippe    | France                | Etixx-Quick Step      | m.t                   |
| 3e                    | Damiano Caruso        | Italie                | BMC Racing            | m.t                   |
| 4e                    | Rui Costa             | Portugal              | Lampre-Merida         | m.t                   |
| 5e                    | Simon Gerrans         | Australie             | Orica-GreenEDGE       | m.t                   |
| 6e                    | Nathan Haas           | Australie             | Cannondale-Garmin     | m.t                   |
| 7e                    | Rigoberto Urán        | Colombie              | Etixx-Quick Step      | m.t                   |
| 8e                    | Ramūnas Navardauskas  | Lituanie              | Cannondale-Garmin     | m.t                   |
| 9e                    | Luka Mezgec           | Slovénie              | Giant-Alpecin         | m.t                   |
| 10e                   | Sergey Chernetskiy    | Russie                | Katusha               | m.t                   |
| modifier              |                       |                       |                       |                       |

| Classement général | Classement général | Classement général | Classement général | Classement général |
|                    | Coureur            | Pays               | Équipe             | Temps              |
| ------------------ | ------------------ | ------------------ | ------------------ | ------------------ |
| 1er                | Michael Albasini   | Suisse             | Orica-GreenEDGE    | en 8 h 57 min 38 s |
| 2e                 | Ivan Santaromita   | Italie             | Orica-GreenEDGE    | + 20 s             |
| 3e                 | Christopher Froome | Royaume-Uni        | Sky                | + 20 s             |
| 4e                 | Simon Yates        | Royaume-Uni        | Orica-GreenEDGE    | + 20 s             |
| 5e                 | Julian Alaphilippe | France             | Etixx-Quick Step   | + 24 s             |
| 6e                 | Ilnur Zakarin      | Russie             | Katusha            | + 25 s             |
| 7e                 | Pavel Kochetkov    | Russie             | Katusha            | + 25 s             |
| 8e                 | Yury Trofimov      | Russie             | Katusha            | + 25 s             |
| 9e                 | Egor Silin         | Russie             | Katusha            | + 25 s             |
| 10e                | Simon Špilak       | Slovénie           | Katusha            | + 25 s             |
| modifier           |                    |                    |                    |                    |

### 4eétape
| Classement de l'étape | Classement de l'étape | Classement de l'étape | Classement de l'étape | Classement de l'étape |
|                       | Coureur               | Pays                  | Équipe                | Temps                 |
| --------------------- | --------------------- | --------------------- | --------------------- | --------------------- |
| 1er                   | Stefan Küng           | Suisse                | BMC Racing            | en 4 h 35 min 10 s    |
| 2e                    | Jan Bakelants         | Belgique              | AG2R La Mondiale      | + 38 s                |
| 3e                    | Bert-Jan Lindeman     | Pays-Bas              | Lotto NL-Jumbo        | + 39 s                |
| 4e                    | Tony Martin           | Allemagne             | Etixx-Quick Step      | + 45 s                |
| 5e                    | Gianni Meersman       | Belgique              | Etixx-Quick Step      | + 52 s                |
| 6e                    | Tosh Van der Sande    | Belgique              | Lotto-Soudal          | + 52 s                |
| 7e                    | Johannes Fröhlinger   | Allemagne             | Giant-Alpecin         | + 52 s                |
| 8e                    | Michael Albasini      | Suisse                | Orica-GreenEDGE       | + 52 s                |
| 9e                    | Simon Yates           | Royaume-Uni           | Orica-GreenEDGE       | + 52 s                |
| 10e                   | Ivan Santaromita      | Italie                | Orica-GreenEDGE       | + 52 s                |
| modifier              |                       |                       |                       |                       |

| Classement général | Classement général | Classement général | Classement général | Classement général  |
|                    | Coureur            | Pays               | Équipe             | Temps               |
| ------------------ | ------------------ | ------------------ | ------------------ | ------------------- |
| 1er                | Michael Albasini   | Suisse             | Orica-GreenEDGE    | en 13 h 33 min 40 s |
| 2e                 | Ivan Santaromita   | Italie             | Orica-GreenEDGE    | + 20 s              |
| 3e                 | Christopher Froome | Royaume-Uni        | Sky                | + 20 s              |
| 4e                 | Simon Yates        | Royaume-Uni        | Orica-GreenEDGE    | + 20 s              |
| 5e                 | Ilnur Zakarin      | Russie             | Katusha            | + 25 s              |
| 6e                 | Egor Silin         | Russie             | Katusha            | + 25 s              |
| 7e                 | Yury Trofimov      | Russie             | Katusha            | + 25 s              |
| 8e                 | Simon Špilak       | Slovénie           | Katusha            | + 25 s              |
| 9e                 | Tony Martin        | Allemagne          | Etixx-Quick Step   | + 27 s              |
| 10e                | Rigoberto Urán     | Colombie           | Etixx-Quick Step   | + 34 s              |
| modifier           |                    |                    |                    |                     |

### 5eétape
| Classement de l'étape | Classement de l'étape | Classement de l'étape | Classement de l'étape | Classement de l'étape |
|                       | Coureur               | Pays                  | Équipe                | Temps                 |
| --------------------- | --------------------- | --------------------- | --------------------- | --------------------- |
| 1er                   | Thibaut Pinot         | France                | FDJ                   | en 4 h 38 min 54 s    |
| 2e                    | Ilnur Zakarin         | Russie                | Katusha               | + 7 s                 |
| 3e                    | Romain Bardet         | France                | AG2R La Mondiale      | + 20 s                |
| 4e                    | Nairo Quintana        | Colombie              | Movistar              | + 20 s                |
| 5e                    | Simon Špilak          | Slovénie              | Katusha               | + 20 s                |
| 6e                    | Rafał Majka           | Pologne               | Tinkoff-Saxo          | + 20 s                |
| 7e                    | Christopher Froome    | Royaume-Uni           | Sky                   | + 20 s                |
| 8e                    | Rigoberto Urán        | Colombie              | Etixx-Quick Step      | + 53 s                |
| 9e                    | Vincenzo Nibali       | Italie                | Astana                | + 53 s                |
| 10e                   | Michele Scarponi      | Italie                | Astana                | + 53 s                |
| modifier              |                       |                       |                       |                       |

| Classement général | Classement général | Classement général | Classement général | Classement général |
|                    | Coureur            | Pays               | Équipe             | Temps              |
| ------------------ | ------------------ | ------------------ | ------------------ | ------------------ |
| 1er                | Ilnur Zakarin      | Russie             | Katusha            | en 18 h 13 min 0 s |
| 2e                 | Thibaut Pinot      | France             | FDJ                | + 6 s              |
| 3e                 | Christopher Froome | Royaume-Uni        | Sky                | + 14 s             |
| 4e                 | Simon Špilak       | Slovénie           | Katusha            | + 19 s             |
| 5e                 | Nairo Quintana     | Colombie           | Movistar           | + 54 s             |
| 6e                 | Rigoberto Urán     | Colombie           | Etixx-Quick Step   | + 1 min 1 s        |
| 7e                 | Simon Yates        | Royaume-Uni        | Orica-GreenEDGE    | + 1 min 1 s        |
| 8e                 | Vincenzo Nibali    | Italie             | Astana             | + 1 min 4 s        |
| 9e                 | Michele Scarponi   | Italie             | Astana             | + 1 min 4 s        |
| 10e                | Yury Trofimov      | Russie             | Katusha            | + 1 min 6 s        |
| modifier           |                    |                    |                    |                    |

### 6eétape
| Classement de l'étape | Classement de l'étape | Classement de l'étape | Classement de l'étape | Classement de l'étape |
|                       | Coureur               | Pays                  | Équipe                | Temps                 |
| --------------------- | --------------------- | --------------------- | --------------------- | --------------------- |
| 1er                   | Tony Martin           | Allemagne             | Etixx-Quick Step      | en 23 min 17 s        |
| 2e                    | Simon Špilak          | Slovénie              | Katusha               | + 11 s                |
| 3e                    | Ilnur Zakarin         | Russie                | Katusha               | + 13 s                |
| 4e                    | Jurgen Van den Broeck | Belgique              | Lotto-Soudal          | + 19 s                |
| 5e                    | Rohan Dennis          | Australie             | BMC Racing            | + 22 s                |
| 6e                    | Romain Bardet         | France                | AG2R La Mondiale      | + 24 s                |
| 7e                    | Jonathan Castroviejo  | Espagne               | Movistar              | + 25 s                |
| 8e                    | Stef Clement          | Pays-Bas              | IAM                   | + 26 s                |
| 9e                    | Rafał Majka           | Pologne               | Tinkoff-Saxo          | + 28 s                |
| 10e                   | Steve Morabito        | Suisse                | FDJ                   | + 31 s                |
| modifier              |                       |                       |                       |                       |

## Classements finals

### Classement général final
| Classement général final | Classement général final | Classement général final | Classement général final | Classement général final |
|                          | Coureur                  | Pays                     | Équipe                   | Temps                    |
| ------------------------ | ------------------------ | ------------------------ | ------------------------ | ------------------------ |
| 1er                      | Ilnur Zakarin            | Russie                   | Katusha                  | en 18 h 36 min 30 s      |
| 2e                       | Simon Špilak             | Slovénie                 | Katusha                  | + 17 s                   |
| 3e                       | Christopher Froome       | Royaume-Uni              | Sky                      | + 35 s                   |
| 4e                       | Thibaut Pinot            | France                   | FDJ                      | + 49 s                   |
| 5e                       | Rigoberto Urán           | Colombie                 | Etixx-Quick Step         | + 1 min 20 s             |
| 6e                       | Simon Yates              | Royaume-Uni              | Orica-GreenEDGE          | + 1 min 21 s             |
| 7e                       | Rafał Majka              | Pologne                  | Tinkoff-Saxo             | + 1 min 24 s             |
| 8e                       | Nairo Quintana           | Colombie                 | Movistar                 | + 1 min 42 s             |
| 9e                       | Romain Bardet            | France                   | AG2R La Mondiale         | + 1 min 43 s             |
| 10e                      | Vincenzo Nibali          | Italie                   | Astana                   | + 1 min 54 s             |
| modifier                 |                          |                          |                          |                          |

### Classements annexes
| Classement de la montagne | Classement de la montagne | Classement de la montagne | Classement de la montagne | Classement de la montagne |
| ------------------------- | ------------------------- | ------------------------- | ------------------------- | ------------------------- |
|                           | Coureur                   | Pays                      | Équipe                    | Point(s)                  |
| 1er                       | Maxim Belkov              | Russie                    | Katusha                   | 59 points                 |
| 2e                        | Nairo Quintana            | Colombie                  | Movistar                  | 22 pts                    |
| 3e                        | Jan Bakelants             | Belgique                  | AG2R La Mondiale          | 17 pts                    |
| modifier                  |                           |                           |                           |                           |

| Classement des sprints | Classement des sprints | Classement des sprints | Classement des sprints | Classement des sprints |
| ---------------------- | ---------------------- | ---------------------- | ---------------------- | ---------------------- |
|                        | Coureur                | Pays                   | Équipe                 | Point(s)               |
| 1er                    | Maxim Belkov           | Russie                 | Katusha                | 15 points              |
| 2e                     | Jonathan Fumeaux       | Suisse                 | IAM                    | 12 pts                 |
| 3e                     | Bryan Nauleau          | France                 | Europcar               | 9 pts                  |
| modifier               |                        |                        |                        |                        |

| Classement du meilleur jeune | Classement du meilleur jeune | Classement du meilleur jeune | Classement du meilleur jeune | Classement du meilleur jeune |
|                              | Coureur                      | Pays                         | Équipe                       | Temps                        |
| ---------------------------- | ---------------------------- | ---------------------------- | ---------------------------- | ---------------------------- |
| 1er                          | Thibaut Pinot                | France                       | FDJ                          | en 18 h 37 min 19 s          |
| 2e                           | Simon Yates                  | Royaume-Uni                  | Orica-GreenEDGE              | + 32 s                       |
| 3e                           | Nairo Quintana               | Colombie                     | Movistar                     | + 53 s                       |
| modifier                     |                              |                              |                              |                              |

| Classement par équipes | Classement par équipes | Classement par équipes | Classement par équipes |
|                        | Équipe                 | Pays                   | Temps                  |
| ---------------------- | ---------------------- | ---------------------- | ---------------------- |
| 1re                    | Katusha                | Russie                 | en 55 h 8 min 54 s     |
| 2e                     | Astana                 | Kazakhstan             | + 4 min 21 s           |
| 3e                     | Tinkoff-Saxo           | Russie                 | + 7 min 56 s           |
| modifier               |                        |                        |                        |

### UCI World Tour
Ce Tour de Romandie attribue des points pour l'UCI World Tour 2015, par équipes uniquement aux équipes ayant un label WorldTeam, individuellement uniquement aux coureurs des équipes ayant un label WorldTeam.
| Position,          | 1er | 2e | 3e | 4e | 5e | 6e | 7e | 8e | 9e | 10e |
| Classement général | 100 | 80 | 70 | 60 | 50 | 40 | 30 | 20 | 10 | 4   |
| Par étape          | 6   | 4  | 2  | 1  | 1  |    |    |    |    |     |

| Rang | Coureur               | Équipe            | Points |
| ---- | --------------------- | ----------------- | ------ |
| 1    | Ilnur Zakarin         | Katusha           | 106    |
| 2    | Simon Špilak          | Katusha           | 85     |
| 3    | Christopher Froome    | Sky               | 70     |
| 4    | Thibaut Pinot         | FDJ               | 66     |
| 5    | Rigoberto Urán        | Etixx-Quick Step  | 50     |
| 6    | Simon Yates           | Orica-GreenEDGE   | 40     |
| 7    | Rafał Majka           | Tinkoff-Saxo      | 30     |
| 8    | Nairo Quintana        | Movistar          | 21     |
| 9    | Michael Albasini      | Orica-GreenEDGE   | 12     |
| 9    | Romain Bardet         | AG2R La Mondiale  | 12     |
| 11   | Tony Martin           | Etixx-Quick Step  | 7      |
| 12   | Julian Alaphilippe    | Etixx-Quick Step  | 6      |
| 12   | Stefan Küng           | BMC Racing        | 6      |
| 14   | Jan Bakelants         | AG2R La Mondiale  | 4      |
| 14   | Jarlinson Pantano     | IAM               | 4      |
| 16   | Damiano Caruso        | BMC Racing        | 2      |
| 16   | Rui Costa             | Lampre-Merida     | 2      |
| 16   | Bert-Jan Lindeman     | Lotto NL-Jumbo    | 2      |
| 19   | Rohan Dennis          | BMC Racing        | 1      |
| 19   | Simon Gerrans         | Orica-GreenEDGE   | 1      |
| 19   | Nathan Haas           | Cannondale-Garmin | 1      |
| 19   | Gianni Meersman       | Etixx-Quick Step  | 1      |
| 19   | Jurgen Van den Broeck | Lotto-Soudal      | 1      |

#### Classement individuel
Ci-dessous, le classement individuel de l'UCI World Tour à l'issue de la course.
| Rang | Coureur            | Équipe           | Points |
| ---- | ------------------ | ---------------- | ------ |
| 1    | Alejandro Valverde | Movistar         | 338    |
| 2    | Richie Porte       | Sky              | 303    |
| 3    | Alexander Kristoff | Katusha          | 237    |
| 4    | John Degenkolb     | Giant-Alpecin    | 232    |
| 5    | Joaquim Rodríguez  | Katusha          | 230    |
| 6    | Rui Costa          | Lampre-Merida    | 196    |
| 7    | Michał Kwiatkowski | Etixx-Quick Step | 195    |
| 8    | Nairo Quintana     | Movistar         | 189    |
| 9    | Geraint Thomas     | Sky              | 184    |
| 10   | Rigoberto Urán     | Etixx-Quick Step | 183    |

#### Classement par pays
Ci-dessous, le classement par pays de l'UCI World Tour à l'issue de la course.
| Rang | Pays        | Points |
| ---- | ----------- | ------ |
| 1    | Espagne     | 807    |
| 2    | Australie   | 639    |
| 3    | Colombie    | 547    |
| 4    | France      | 452    |
| 5    | Pays-Bas    | 435    |
| 6    | Italie      | 379    |
| 7    | Royaume-Uni | 376    |
| 8    | Belgique    | 376    |
| 9    | Allemagne   | 248    |
| 10   | Norvège     | 237    |

#### Classement par équipes
Ci-dessous, le classement par équipes de l'UCI World Tour à l'issue de la course.
| Rang | Équipe           | Points |
| ---- | ---------------- | ------ |
| 1    | Etixx-Quick Step | 835    |
| 2    | Katusha          | 828    |
| 3    | Sky              | 723    |
| 4    | Movistar         | 684    |
| 5    | BMC Racing       | 411    |
| 6    | Orica-GreenEDGE  | 378    |
| 7    | Tinkoff-Saxo     | 357    |
| 8    | Lampre-Merida    | 319    |
| 9    | Giant-Alpecin    | 302    |
| 10   | Astana           | 241    |

## Évolution des classements
| Étape              | Vainqueur          | Classement général | Classement de la montagne | Classement des sprints | Classement du meilleur jeune | Classement par équipes |
| ------------------ | ------------------ | ------------------ | ------------------------- | ---------------------- | ---------------------------- | ---------------------- |
| 1                  | Sky                | Geraint Thomas     | Non décerné               | Non décerné            | Luke Rowe                    | Sky                    |
| 2                  | Michael Albasini   | Michael Albasini   | Maxim Belkov              | Jonathan Fumeaux       | Simon Yates                  | Orica-GreenEDGE        |
| 3                  | Michael Albasini   | Michael Albasini   | Maxim Belkov              | Jonathan Fumeaux       | Simon Yates                  | Orica-GreenEDGE        |
| 4                  | Stefan Küng        | Michael Albasini   | Maxim Belkov              | Jonathan Fumeaux       | Simon Yates                  | BMC Racing             |
| 5                  | Thibaut Pinot      | Ilnur Zakarin      | Maxim Belkov              | Maxim Belkov           | Thibaut Pinot                | Katusha                |
| 6                  | Tony Martin        | Ilnur Zakarin      | Maxim Belkov              | Maxim Belkov           | Thibaut Pinot                | Katusha                |
| Classements finals | Classements finals | Ilnur Zakarin      | Maxim Belkov              | Maxim Belkov           | Thibaut Pinot                | Katusha                |

## Liste des participants
- Liste de départ complète

| Légende                          | Légende                                                                                                  | Légende                                | Légende                                                                                                  |
| -------------------------------- | --- | -------------------------------------- | --- |
| Num                              | Dossard de départ porté par le coureur sur ce Tour de Romandie                                           | Pos                                    | Position finale au classement général                                                                    |
| Leader du classement général     | Indique le vainqueur du classement général                                                               | Leader du classement de la montagne    | Indique le vainqueur du classement de la montagne                                                        |
| Leader du classement des sprints | Indique le vainqueur du classement des sprints                                                           | Leader du classement du meilleur jeune | Indique le vainqueur du classement du meilleur jeune                                                     |
|                                  | Indique un maillot de champion national ou mondial, suivi de sa spécialité                               | #                                      | Indique la meilleure équipe                                                                              |
| NP                               | Indique un coureur qui n'a pas pris le départ d'une étape, suivi du numéro de l'étape où il s'est retiré | AB                                     | Indique un coureur qui n'a pas terminé une étape, suivi du numéro de l'étape où il s'est retiré          |
| HD                               | Indique un coureur qui a terminé une étape hors des délais, suivi du numéro de l'étape                   | *                                      | Indique un coureur en lice pour le classement du meilleur jeune (coureurs nés après le 1er janvier 1990) |

| Sky SKY                            | Sky SKY                      | Sky SKY |
| ---------------------------------- | ---------------------------- | ------- |
| Num                                | Coureur                      | Pos     |
| 1                                  | Christopher Froome (GBR)     | 3e      |
| 2                                  | Peter Kennaugh (GBR) (Route) | AB-4    |
| 3                                  | Danny Pate (USA)             | 123e    |
| 4                                  | Nicolas Roche (IRL)          | 53e     |
| 5                                  | Luke Rowe (GBR)*             | 107e    |
| 6                                  | Ian Stannard (GBR)           | 106e    |
| 7                                  | Geraint Thomas (GBR)         | 87e     |
| 8                                  | Elia Viviani (ITA)           | 119e    |
| Directeur sportif : Nicolas Portal |                              |         |

| Astana AST            | Astana AST                    | Astana AST |
| --------------------- | ----------------------------- | ---------- |
| Num                   | Coureur                       | Pos        |
| 11                    | Vincenzo Nibali (ITA) (Route) | 10e        |
| 12                    | Jakob Fuglsang (DEN)          | 17e        |
| 13                    | Andriy Grivko (UKR)           | 85e        |
| 14                    | Michele Scarponi (ITA)        | 11e        |
| 15                    | Rein Taaramäe (EST)           | 58e        |
| 16                    | Alessandro Vanotti (ITA)      | 82e        |
| 17                    | Lieuwe Westra (NED)           | AB-4       |
| 18                    | Andrey Zeits (KAZ)            | 66e        |
| Directeur sportif : ? |                               |            |

| BMC Racing BMC                          | BMC Racing BMC            | BMC Racing BMC |
| --------------------------------------- | ------------------------- | -------------- |
| Num                                     | Coureur                   | Pos            |
| 21                                      | Rohan Dennis (AUS)*       | 38e            |
| 22                                      | Darwin Atapuma (COL)      | 18e            |
| 23                                      | Damiano Caruso (ITA)      | 27e            |
| 24                                      | Campbell Flakemore (AUS)* | 98e            |
| 25                                      | Stefan Küng (SUI)*        | 72e            |
| 26                                      | Amaël Moinard (FRA)       | 55e            |
| 27                                      | Manuel Senni (ITA)*       | 64e            |
| 28                                      | Danilo Wyss (SUI)         | 65e            |
| Directeur sportif : Maximilian Sciandri |                           |                |

| Movistar MOV          | Movistar MOV               | Movistar MOV |
| --------------------- | -------------------------- | ------------ |
| Num                   | Coureur                    | Pos          |
| 31                    | Nairo Quintana (COL)*      | 8e           |
| 32                    | Andrey Amador (CRC)        | 36e          |
| 33                    | Winner Anacona (COL)       | 28e          |
| 34                    | Eros Capecchi (ITA)        | 48e          |
| 35                    | Jonathan Castroviejo (ESP) | 35e          |
| 36                    | Imanol Erviti (ESP)        | 96e          |
| 37                    | John Gadret (FRA)          | AB-4         |
| 38                    | Rory Sutherland (AUS)      | 80e          |
| Directeur sportif : ? |                            |              |

| IAM                                | IAM                          | IAM  |
| ---------------------------------- | ---------------------------- | ---- |
| Num                                | Coureur                      | Pos  |
| 41                                 | Mathias Frank (SUI)          | 12e  |
| 42                                 | Matthias Brändle (AUT) (Clm) | 120e |
| 43                                 | Stef Clement (NED)           | 32e  |
| 44                                 | Jonathan Fumeaux (SUI)       | 124e |
| 45                                 | Reto Hollenstein (SUI)       | 102e |
| 46                                 | Jarlinson Pantano (COL)      | 26e  |
| 47                                 | Lawrence Warbasse (USA)*     | 95e  |
| 48                                 | Marcel Wyss (SUI)            | 29e  |
| Directeur sportif : Rik Verbrugghe |                              |      |

| Etixx-Quick Step EQS               | Etixx-Quick Step EQS       | Etixx-Quick Step EQS |
| ---------------------------------- | -------------------------- | -------------------- |
| Num                                | Coureur                    | Pos                  |
| 51                                 | Tony Martin (GER) (Clm)    | 30e                  |
| 52                                 | Julian Alaphilippe (FRA)*  | NP-5                 |
| 53                                 | Maxime Bouet (FRA)         | 45e                  |
| 54                                 | David de la Cruz (ESP)     | 42e                  |
| 55                                 | Michał Gołaś (POL)         | NP-2                 |
| 56                                 | Gianni Meersman (BEL)      | AB-5                 |
| 57                                 | Pieter Serry (BEL)         | 62e                  |
| 58                                 | Rigoberto Urán (COL) (Clm) | 5e                   |
| Directeur sportif : Davide Bramati |                            |                      |

| Katusha # KAT         | Katusha # KAT               | Katusha # KAT |
| --------------------- | --------------------------- | ------------- |
| Num                   | Coureur                     | Pos           |
| 61                    | Simon Špilak (SLO)          | 2e            |
| 62                    | Maxim Belkov (RUS)          | 77e           |
| 63                    | Sergey Chernetskiy (RUS)*   | 79e           |
| 64                    | Pavel Kochetkov (RUS)       | 44e           |
| 65                    | Egor Silin (RUS)            | 41e           |
| 66                    | Yury Trofimov (RUS)         | 13e           |
| 67                    | Anton Vorobyev (RUS)* (Clm) | 113e          |
| 68                    | Ilnur Zakarin (RUS)         | 1er           |
| Directeur sportif : ? |                             |               |

| FDJ                             | FDJ                      | FDJ  |
| ------------------------------- | ------------------------ | ---- |
| Num                             | Coureur                  | Pos  |
| 71                              | Thibaut Pinot (FRA)*     | 4e   |
| 72                              | Alexandre Geniez (FRA)   | 57e  |
| 73                              | Matthieu Ladagnous (FRA) | AB-5 |
| 74                              | Steve Morabito (SUI)     | 16e  |
| 75                              | Cédric Pineau (FRA)      | 109e |
| 76                              | Jérémy Roy (FRA)         | 114e |
| 77                              | Benoît Vaugrenard (FRA)  | 81e  |
| 78                              | Arthur Vichot (FRA)      | AB-3 |
| Directeur sportif : Yvon Madiot |                          |      |

| Orica-GreenEDGE OGE               | Orica-GreenEDGE OGE          | Orica-GreenEDGE OGE |
| --------------------------------- | ---------------------------- | ------------------- |
| Num                               | Coureur                      | Pos                 |
| 81                                | Michael Albasini (SUI)       | 59e                 |
| 82                                | Sam Bewley (NZL)             | 97e                 |
| 83                                | Simon Gerrans (AUS)          | NP-5                |
| 84                                | Michael Hepburn (AUS)*       | NP-6                |
| 85                                | Brett Lancaster (AUS)        | 94e                 |
| 86                                | Ivan Santaromita (ITA)       | 22e                 |
| 87                                | Svein Tuft (CAN) (Route/Clm) | NP-3                |
| 88                                | Simon Yates (GBR)*           | 6e                  |
| Directeur sportif : Neil Stephens |                              |                     |

| AG2R La Mondiale ALM              | AG2R La Mondiale ALM         | AG2R La Mondiale ALM |
| --------------------------------- | ---------------------------- | -------------------- |
| Num                               | Coureur                      | Pos                  |
| 91                                | Jean-Christophe Péraud (FRA) | 31e                  |
| 92                                | Jan Bakelants (BEL)          | 40e                  |
| 93                                | Romain Bardet (FRA)*         | 9e                   |
| 94                                | Julien Bérard (FRA)          | 91e                  |
| 95                                | Carlos Betancur (COL)        | NP-6                 |
| 96                                | Mikaël Cherel (FRA)          | 46e                  |
| 97                                | Ben Gastauer (LUX)           | 60e                  |
| 98                                | Alexis Vuillermoz (FRA)      | NP-2                 |
| Directeur sportif : Didier Jannel |                              |                      |

| Lotto-Soudal LTS                     | Lotto-Soudal LTS            | Lotto-Soudal LTS |
| ------------------------------------ | --------------------------- | ---------------- |
| Num                                  | Coureur                     | Pos              |
| 101                                  | Jurgen Van den Broeck (BEL) | 14e              |
| 102                                  | Sander Armée (BEL)          | NP-4             |
| 103                                  | Stig Broeckx (BEL)*         | 115e             |
| 104                                  | Bart De Clercq (BEL)        | 47e              |
| 105                                  | Gregory Henderson (NZL)     | 105e             |
| 106                                  | Maxime Monfort (BEL)        | 19e              |
| 107                                  | Tosh Van der Sande (BEL)*   | 86e              |
| 108                                  | Dennis Vanendert (BEL)      | 121e             |
| Directeur sportif : Frederik Willems |                             |                  |

| Trek Factory Racing TFR | Trek Factory Racing TFR        | Trek Factory Racing TFR |
| ----------------------- | ------------------------------ | ----------------------- |
| Num                     | Coureur                        | Pos                     |
| 111                     | Riccardo Zoidl (AUT) (Route)   | 37e                     |
| 112                     | Eugenio Alafaci (ITA)*         | 101e                    |
| 113                     | Matthew Busche (USA)           | 93e                     |
| 114                     | Marco Coledan (ITA)            | AB-4                    |
| 115                     | Giacomo Nizzolo (ITA)          | 112e                    |
| 116                     | Fábio Silvestre (POR)*         | 108e                    |
| 117                     | Boy van Poppel (NED)           | 110e                    |
| 118                     | Kristof Vandewalle (BEL) (Clm) | 74e                     |
| Directeur sportif : ?   |                                |                         |

| Tinkoff-Saxo TCS                     | Tinkoff-Saxo TCS              | Tinkoff-Saxo TCS |
| ------------------------------------ | ----------------------------- | ---------------- |
| Num                                  | Coureur                       | Pos              |
| 121                                  | Rafał Majka (POL)             | 7e               |
| 122                                  | Jesper Hansen (DEN)*          | 54e              |
| 123                                  | Christopher Juul Jensen (DEN) | 73e              |
| 124                                  | Robert Kišerlovski (CRO)      | 21e              |
| 125                                  | Bruno Pires (POR)             | 71e              |
| 126                                  | Paweł Poljański (POL)*        | 39e              |
| 127                                  | Ivan Rovny (RUS)              | 50e              |
| 128                                  | Chris Anker Sørensen (DEN)    | 43e              |
| Directeur sportif : Bruno Cenghialta |                               |                  |

| Lampre-Merida LAM                    | Lampre-Merida LAM               | Lampre-Merida LAM |
| ------------------------------------ | ------------------------------- | ----------------- |
| Num                                  | Coureur                         | Pos               |
| 131                                  | Rui Costa (POR)                 | 25e               |
| 132                                  | Matteo Bono (ITA)               | 78e               |
| 133                                  | Tsgabu Grmay (ETH)* (Route/Clm) | 61e               |
| 134                                  | Manuele Mori (ITA)              | NP-6              |
| 135                                  | Przemysław Niemiec (POR)        | 51e               |
| 136                                  | Rubén Plaza (ESP)               | 99e               |
| 137                                  | José Serpa (COL)                | 56e               |
| 138                                  | Diego Ulissi (ITA)              | 34e               |
| Directeur sportif : Philippe Mauduit |                                 |                   |

| Giant-Alpecin TGA                        | Giant-Alpecin TGA         | Giant-Alpecin TGA |
| ---------------------------------------- | ------------------------- | ----------------- |
| Num                                      | Coureur                   | Pos               |
| 141                                      | Tobias Ludvigsson (SWE)*  | 70e               |
| 142                                      | Chad Haga (USA)           | 67e               |
| 143                                      | Thierry Hupond (FRA)      | 111e              |
| 144                                      | Ji Cheng (CHN)            | 122e              |
| 145                                      | Carter Jones (USA)        | 68e               |
| 146                                      | Luka Mezgec (SLO)         | 76e               |
| 147                                      | Georg Preidler (AUT)*     | AB-4              |
| 148                                      | Johannes Fröhlinger (GER) | 83e               |
| Directeur sportif : Christian Guiberteau |                           |                   |

| Cannondale-Garmin TCG | Cannondale-Garmin TCG            | Cannondale-Garmin TCG |
| --------------------- | -------------------------------- | --------------------- |
| Num                   | Coureur                          | Pos                   |
| 151                   | Ryder Hesjedal (CAN)             | 24e                   |
| 152                   | Janier Acevedo (COL)             | 75e                   |
| 153                   | André Cardoso (POR)              | 49e                   |
| 154                   | Thomas Danielson (USA)           | 20e                   |
| 155                   | Nathan Haas (AUS)                | 69e                   |
| 156                   | Alan Marangoni (ITA)             | 118e                  |
| 157                   | Daniel Martin (IRL)              | 104e                  |
| 158                   | Ramūnas Navardauskas (LTU) (Clm) | 88e                   |
| Directeur sportif : ? |                                  |                       |

| Lotto NL-Jumbo TLJ              | Lotto NL-Jumbo TLJ       | Lotto NL-Jumbo TLJ |
| ------------------------------- | ------------------------ | ------------------ |
| Num                             | Coureur                  | Pos                |
| 161                             | Robert Gesink (NED)      | 15e                |
| 162                             | Brian Bulgaç (NED)       | 103e               |
| 163                             | Rick Flens (NED)         | 116e               |
| 164                             | Bert-Jan Lindeman (NED)  | 100e               |
| 165                             | Laurens ten Dam (NED)    | 63e                |
| 166                             | Maarten Tjallingii (NED) | NP-6               |
| 167                             | Tom Van Asbroeck (BEL)*  | 117e               |
| 168                             | Jos van Emden (NED)      | 84e                |
| Directeur sportif : Erik Dekker |                          |                    |

| Europcar EUC                          | Europcar EUC             | Europcar EUC |
| ------------------------------------- | ------------------------ | ------------ |
| Num                                   | Coureur                  | Pos          |
| 171                                   | Pierre Rolland (FRA)     | 33e          |
| 172                                   | Jérôme Cousin (FRA)      | 92e          |
| 173                                   | Romain Guillemois (FRA)* | 90e          |
| 174                                   | Fabrice Jeandesboz (FRA) | 52e          |
| 175                                   | Maxime Méderel (FRA)     | NP-6         |
| 176                                   | Bryan Nauleau (FRA)      | 89e          |
| 177                                   | Romain Sicard (FRA)      | 23e          |
| 178                                   | Angélo Tulik (FRA)*      | AB-5         |
| Directeur sportif : Dominique Arnould |                          |              |